# Swan Song Records
Swan Song Records – wytwórnia płytowa założona przez zespół Led Zeppelin 10 maja 1974.
Jej szefem został Peter Grant – menedżer Led Zeppelin. Zadaniem wytwórni była promocja twórczości Led Zeppelin, a także promowanie innych wykonawców. Powodem powstania wytwórni było wygaśnięcie kontraktu między zespołem a Atlantic Records w 1973.
Wytwórnia przestała działać w 1983. Spowodowane to było rozwiązaniem Led Zeppelin i problemami zdrowotnymi Petera Granta.

## Logo
Logo wytwórni opiera się na obrazie Williama Rimmera – Evening, Fall of Day (1869) oraz obrazie greckiego boga Apollo, który jest często mylnie interpretowany jako Ikar lub Lucyfer.

## Wydawnictwa Led Zeppelin
Wytwórnia wydała 5 płyt zespołu:
- Physical Graffiti (1975)
- Presence (1976)
- The Song Remains the Same (1976)
- In Through the Out Door (1979)
- Coda (1982)

## Inne wydawnictwa
- 1974
  - Bad Company – Bad Company
  - The Pretty Things – Silk Torpedo
- 1975
  - Maggie Bell – Suicide Sal
  - Bad Company – Straight Shooter
  - Mirabai – MIRABAI
- 1976
  - The Pretty Things – Savage Eye
  - Bad Company – Run With The Pack
- 1977
  - Bad Company – Burning Sky
  - Detective – Detective
  - Dave Edmunds – Get It
- 1978
  - Detective – It Takes One To Know One
  - Dave Edmunds – Trax On Wax 4
- 1979
  - Bad Company – Desolation Angels
  - Dave Edmunds – Repeat When Necessary
- 1981
  - Midnight Flyer – Midnight Flyer
  - Dave Edmunds – Twangin...
  - Sad Café – Sad Café
  - Dave Edmunds – The Best Of Dave Edmunds
- 1982
  - Jimmy Page – Death Wish II (Soundtrack)
  - Robert Plant – Pictures At Eleven
  - Bad Company – Rough Diamonds
- 1983
  - Wild Life – Wild Life

## Władze wytwórni
- Peter Grant – dyrektor
- Danny Goldberg – wicedyrektor (US) – (1974–1976)
- Abe Hock – wicedyrektor (UK) – (1974–1976)
- Alan Callan – wicedyrektor – (1977–1983)